# Lymantria flavoneura
Lymantria flavoneura este o specie de molii din genul Lymantria, familia Lymantriidae, descrisă de James John Joicey 1916 Conform Catalogue of Life specia Lymantria flavoneura nu are subspecii cunoscute.